# Sensations' Fix
I Sensations' Fix sono stati un gruppo di musica rock progressive/elettronica capeggiato da Franco Falsini, attivo negli anni '70.

## Storia
Falsini, nato in Italia, si trasferì in Virginia nel 1969 dove creò uno studio di registrazione e sperimentò con un Moog e un registratore 4 tracce, prima di tornare in Italia per formare una band, inizialmente nota all'interno della scena musicale fiorentina, e poi arrivata a maggiore fama nazionale. Nel 1974 il gruppo sottoscrisse con la Polydor Records un contratto di cinque anni e sei album.
Nel 2002 DJ Shadow ha campionato i Sensations' Fix sulla traccia Fixed Income e Mongrel...Meets His Maker da The Private Press.
Gli album del gruppo non furono ristampati per molti anni; nel 2012 la RVNG Records ha ristampato alcuni lavori dei Sensations assieme a mix alternativi e tracce inedite nella raccolta Music Is Painting In The Air (1974-1977).
Nel 2010 la Universal ha ripubblicato in CD l'intera discografia del gruppo (con l'eccezione di Vision's Fugitives e Music Is Painting in the Air (1974-1977) ma comprendendo anche il rarissimo Sensation's Fix) negli otto cofanetti Progressive Italia - Gli Anni '70 (volumi 1, 2, 3, 4, 5 e 6).

## Membri
- Franco Falsini
- Keith Edwards
- Richard Ursillo
- Stephen Head (dal 1976)

## Discografia

### Album in studio
- 1974 - Sensations' Fix
- 1974 - Fragments of Light
- 1974 - Portable Madness
- 1976 - Finest Finger
- 1977 - Vision's Fugitives
- 1977 - Boxes Paradise
- 1978 - Flying Tapes
- 1989 - Antidote

### Raccolte
- 2012 - Music Is Painting In The Air (1974-1977)